# Затрапезные

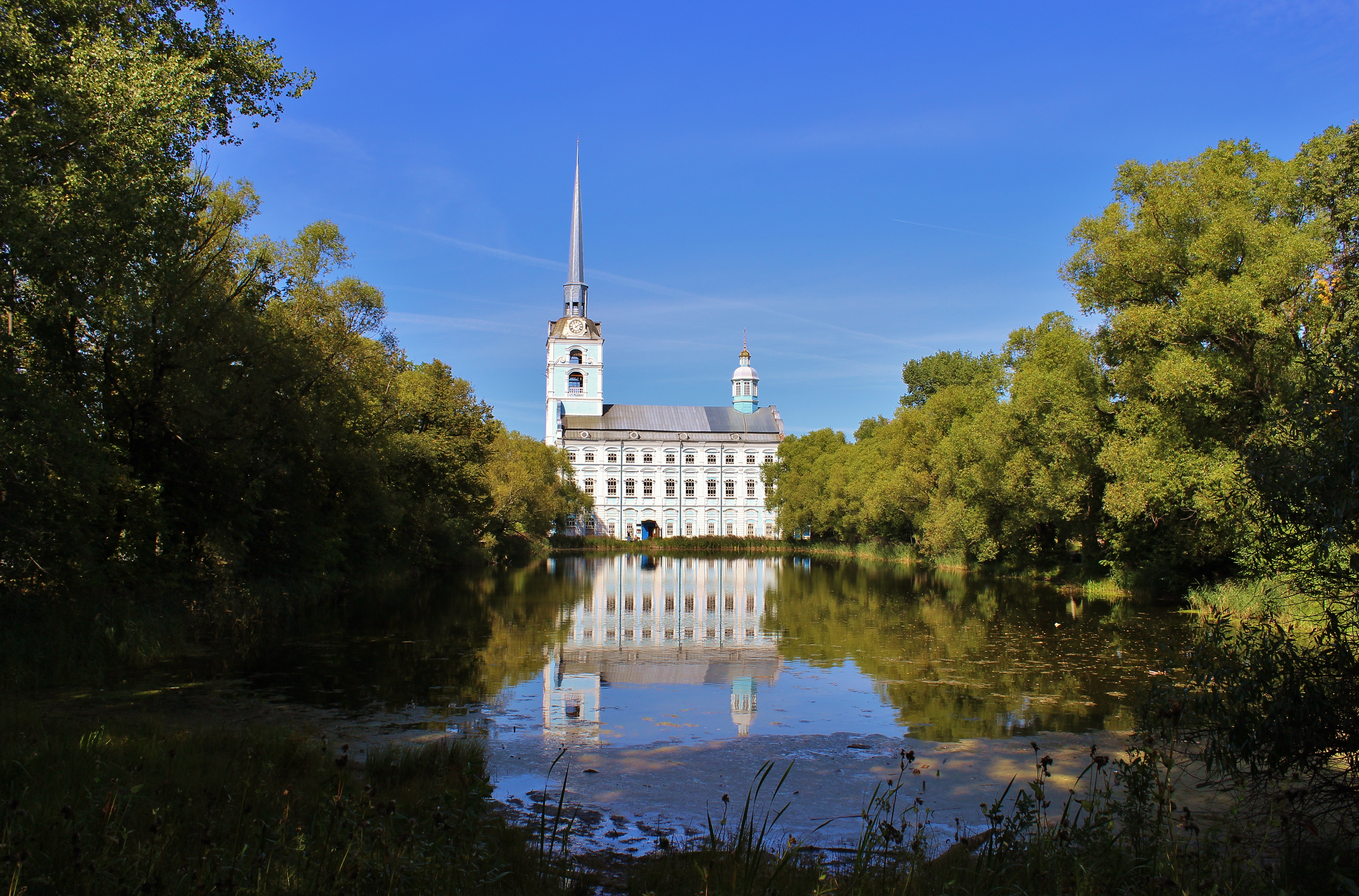
Петропавловский парк и церковь в усадьбе Затрапезновых — подражание главному храму столицы

Затрапе́зные (также встречается Затрапезновы) — ярославская купеческая семья, несколько членов которой принимали участие в создании и развитии русской мануфактуры при Петре Великом и в накоплении личного, огромного по тому времени, богатства. Основатели и первые директора ярославской полотняной мануфактуры — одной из самых первых и крупных в их время в стране.

## Происхождение
Ещё первый из известных по имени Затрапезных, Семён, был богатым ярославским купцом. Его сыновья Максим (1670 — ?) и Пётр (1675 — ?) владели в Ярославле несколькими домами и многими лавками, где торговали крашениной, коробейными и красильными товарами. Они выделялись из своей среды не только богатством, но и предприимчивостью, и именно благодаря ей на Затрапезных обратил внимание Пётр Великий. Он посетил Ярославль в мае 1693, в июне 1694, в декабре 1696 и в мае 1702 года. По семейным преданиям, в одно из этих посещений Пётр Великий заметил бойкий ум тогда ещё мальчика Ивана Максимовича и решил обратить его на службу русской промышленности.

## Иван Максимович
Иван Максимович Затрапезный (1695—1741) — купец гостиной сотни. Был самым видным из семьи Затрапезных. Один из создателей знаменитой полотняной фирмы Затрапезных в 1720 году. Наследниками всего огромного состояния Ивана Затрапезного были его дети: сын Алексей (1732), и замужние дочери, из которых старшая была замужем за майором Лакостовым, опекуном Алексея и управителем всех имуществ наследников Ивана Затрапезного, вторая, Сарра, — за Балашовым, третья, Сусанна, овдовевшая к 1744 году, — за Болотиным и четвёртая, Ева, — за Даниилом Яковлевичем Земским.

## Дмитрий Максимович
Брат Ивана Дмитрий выделился из наследственной доли и в 1742 г. положил основание ярославской мануфактуре, получившей в отличие от старой большой наименование малой. Д. Затрапезный обладал сравнительно хорошим образованием и принадлежал к лучшему ярославскому обществу того времени. К нему езживали важные гости из Петербурга; с ним водил компанию Бирон во время своей ссылки в Ярославль (1742—1761). Мануфактура Д. Затрапезного имела 90 станов. Кроме неё, он устроил в 1750 г. в Ярославле первый колокольный завод и выливал колокола до 700 пудов весом. Умер он в 1756 году. У его сына Ивана Дмитриевича было 13 человек детей, которые в конце XVIII века продали своё ярославское имущество купцу Г. Углечанинову и переселились в Выборг.
Один из Затрапезных, должно быть из потомков Дмитрия Максимовича, которые существуют и доныне, был в свите великого князя Константина Павловича во время путешествия его в Париж и производил на встречавших его очень хорошее впечатление умом и умением себя держать.

## Алексей Иванович
Вдова Ивана Затрапезного была слабоумная, пила запоем и буянила. Любимым её ребёнком была дочь Ева и её муж Даниил. Сын был в загоне; зятьёв Балашова и Лакостова она ненавидела и постоянно твердила о мужнином имуществе: «все Данилушкино». Молодой Затрапезный, угождая матери, «хотя по дурному воспитанию своему и по природе был очень глуп, однако Лакостова и Балашова ругать, а Земского хвалить твёрдо навык». Между тем единственный, кто действительно о нём заботился, был именно Лакостов. Видя его полную заброшенность дома, опекун определил его к учителю Жилкину «для обучения немецкому языку и арифметике». Позднее Лакостов намеревался послать Алексея, по примеру его отца, для науки за границу. Но Земской, «подкапываясь» под Лакостова, выкрал мальчика от учителя; «вместо честных наук купил ему голубей; держал его в доме своём в праздности и играх два месяца; возил его в Ярославль и, отлуча от наук, велел его там оставить без всякого призрения; юноша стал развращённым и непристойным, в самой пагубной праздности, ходя по улицам в непристойной одежде, а иногда в балахоне, играл с фабричными ребятами в бабки». По общему согласию Балашовой, Болотиной и Лакостова и по просьбе самого Алексея Затрапезного, его снова отдали в учение, а в 1747 году отправили для усовершенствования в науках в Ригу. Но Земской, не прекращая своих происков, искал вторично украсть шурина и даже с такою целью посылал своего человека в Ригу и переправил Алексею Затрапезному «воровское письмо от имени тёщи, которая писала, чтобы без её благословения не ездил за море, куда хочет послать его Лакостов».
При таком семейном положении Затрапезных не удивительно, что дела их понемногу приходили в упадок, но фирма ещё продержалась при Алексее Ивановиче и даже приобрела некоторый блеск. 5 марта 1762 г. Алексей Иванович за заслуги его отечественной промышленности был произведён в коллежские асессоры; 18 мая того же года — в статские советники и назначен в московский банк. Родство его расширилось, и в числе его свойственников сказались князья Вяземские, Измайловы, Демидовы, Аничковы. Императрица Екатерина оказала ему высокое внимание и во время путешествий по Волге в 1763 году останавливалась в Ярославле в его доме и осматривала его мануфактуру.
В 1765 году случилось обстоятельство, сильно подвинувшее падение фирмы: Савва Яковлевич Яковлев или, как его тогда называли, Собакин, купил Большую ярославскую полотняную мануфактуру Затрапезных, насчитывавшую 2300 мужских и 2380 женских рабочих, за 60 000 рублей, то есть за чрезвычайно низкую цену. Современники и родственники Затрапезных обвиняли Яковлева в том, что он воспользовался порочными привычками и слабостью Алексея Ивановича и обманно вовлёк его в невыгодную сделку. Однако оставшаяся часть мануфактуры под фирмою Дмитрия Затрапезного оценивалась в 1774 г. в 80 000 рублей при общей оценке всех русских полотняных мануфактур в 780 000 рублей. Умер Алексей Иванович 1 октября 1773 г., и с ним прекратилось мужское потомство Ивана Максимовича Затрапезного, а торговый дом Затрапезных просуществовал до 1794 года.